# Иммерсивный театр
Иммерсивный театр — одна из популярных форм современного интерактивного театра, где зрителя «погружают» в разворачивающееся действие.
Иммерсивный театр отличается от традиционного театра тем, что убирает сцену и погружает публику непосредственно в игру актёров спектакля. Часто это достигается за счет использования определённого места — исторически значимая архитектура, либо масштабные декорации, что позволяет зрителям общаться с актёрами и взаимодействовать с их окружением (интерактивно), тем самым разрушая четвертую стену .
При этом иммерсивный театр и интерактивный театр не обязательно являются синонимами: иммерсивный театр может не иметь каких-либо интерактивных элементов, а интерактивный театр может не иметь иммерсивности.
Современные формы иммерсивного театра имеют широкий спектр определений, которые основаны на степени и типе взаимодействия между актёрами и зрителями. При этом в театральной среде до сих пор ведутся серьёзные споры по поводу данных определений взаимодействия в основе которых лежат такие концепции, как участие зрителей и их влияние на ход представления, социальные конструкции и роли, а также степень вовлеченности. Хотя многие критики утверждают, что любое искусство включает в себя определённый уровень сотрудничества между его создателем и его зрителем, иммерсивный театр отличается тем, что от зрителей ожидается, что они будут играть определённую активную роль в творческом процессе произведения.
При этом иммерсивный театр может иметь различную степень вовлеченности зрительской аудитории: от наблюдения за игрой актёров, до влияния на ход действия представления и конечного сюжета.

## Ключевое отличие
В качестве ключевых отличий иммерсивного театра выделяют три основных момента:
1. Отсутствие барьера между зрителями и актёрами.
2. Вовлечение зрителей в представление.
3. Отсутствие между зрителями и актёрами каких-либо технических или конструкционных сооружений.

Частым способом погружения зрителя в разворачивающееся действие достигается за счет использования полихронического повествования. При таком типе повествования участник не играет главной роли, но при этом ему в заранее определённые постановкой моменты, предоставляется возможность выполнить какие-либо действия — передвижение, разговоры. Эти моменты не влияют на повествование, но оказывают большее влияние на участника.
Ещё один способ добиться погружения — использование обращения на «ты» к зрителям. Такой прием позволяет связать зрителей с назначенной ролью в спектакле, размывая границы реальности. Также такой прием допускает некоторую двусмысленность, возраст, пол, профессия и т. д. остаются без внимания.
Для создания необходимого окружения в иммерсивных представлениях используются разные типы обстановки — от больших многоуровневых зданий до открытых площадок.
Это позволяет усилить вовлеченность зрителей в спектакль. Внутри различных персонализированных пространств публика может переходить из комнаты в комнату, а в некоторых иммерсивных постановках интерьеры могут быть расположены на разных уровнях, каждая комната может быть совершенно иной. Комнаты могут быть темными, светлыми, красочными, холодными, теплыми, ароматными и загроможденными мебелью и вещами, чтобы создать необходимую атмосферу.

## История
Основоположником жанра считается британская театральная группа Punchdrunk, создатели спектакля «Sleep No More» (2003) — иммерсивной версии произведения «Макбет» Уильяма Шекспира в обстановке нуара 1930-х и имела отсылки к судебным процессам над ведьмами Пейсли 1697 года.
В начале постановки гости входят в отель через большие двустворчатые двери без опознавательных знаков и проходят по темному коридору, где проверяют свои пальто и сумки. Называя свое имя на стойке регистрации, они получают игральную карту в качестве билета, и их проводят наверх в лабиринт. Выходя из него, они оказываются в ярком, декорированном и полностью функционирующем джаз-баре отеля 1930-х годов Manderley. Спустя время назначаются номера, соответствующие карточкам гостя. Они получают свои маски и отправляются в грузовой лифт, где начинается их путешествие по пяти этажам.
С этого же периода иммерсивный театр, как отдельное направление в театральном искусстве, начинает набирать мировую популярность.

## Иммерсивный театр в России
Идея вовлечь зрителя в театральную постановку в России появилась в XX веке. Например, режиссёр Всеволод Мейерхольд в своих работах иногда рассаживал актёров среди зрителей и переносил действие пьесы в зал или даже в фойе. Схожим способом режиссёр Николай Охлопков стремился установить контакт с аудиторией — посредством прямого взаимодействия с ней, актёры его постановок нередко прикасались к зрителям.
В наше время в России первым иммерсионным спектаклем считается «Норманск» Юрия Квятковского в Центре имени Вс. Мейерхольда. Постановка основана на повести братьев Стругацких «Гадкие лебеди», а действие происходило на шести этажах ЦИМ-а (что похоже на постановку «Sleep No More»). Локациями были офисные помещения, фойе, гардероб, которые стали больницей, школой, квартирой, кабаре, баром. Зрители ходили в противомоскитной сетке и самостоятельно выбирали маршрут, тем самым создавая собственный сюжет.
В 2016 году появился иммерсивный мюзикл «Черный русский» по мотивам повести Александра Пушкина «Дубровский». Зрители попадали в дом Спиридонова в Малом Гнездниковском переулке, на входе им раздавали маски сов, оленей, лис. От маски зависел маршрут и, соответственно, сценарий спектакля. Для одних гостей главным героем был Дубровский, для других — Троекуров, для третьих — Маша. Но в итоге все три группы гостей все равно встречались на балу в большом зале.

### Вернувшиеся
Иммерсивный спектакль по мотивам пьесы Генрика Ибсена «Привидения» был поставлен американской командой Journey Lab и российской продюсерской компанией YBW. Предпремьерные показы спектакля состоялись в ноябре 2016 года в Москве в рамках фестиваля Нового европейского театра «NET». В 2019 году шоу переехало в Санкт-Петербург.
Действие спектакля происходит на четырёх этажах особняка XIX века в историческом центре Санкт-Петербурга на Дворцовой набережной. В спектакле более чем 240 сцен, многие из которых разворачиваются одновременно. Продолжительность спектакля около двух с половиной часов.
В декабре 2022 года шоу вновь вернулось в Москву.

### Москва 2048
Первый в России гибрид театральной постановки и квеста в реальности был создан по заказу международной сети интерактивных развлечений «Клаустрофобия» режиссёром Александром Созоновым, выпускником Школы-студии МХАТ, учеником Кирилла Серебренникова. Декораторы проекта превратили индустриальную постройку на территории московского завода «Кристалл» в живописную декорацию постапокалипсиса. На данный момент тематическая двухэтажная локация является крупнейшей в России среди иммерсивных театров, площадь которой составляет 1500 м2.
Иммерсивный спектакль «Москва 2048» состоит из двух шоу — «Противостояние» и «Опасный рейд». Создатели утверждают, что после посещения двух, как они их называют, игр зрители «испытают особое эстетическое удовольствие» от того, что две истории сложатся в единое целое.
В «Противостоянии» принимают участие до 40 человек, сюжет игры построен на противоборстве двух враждующих фракций — Порядка и Свободы. Каждый игрок становится героем уникальной истории, которая не повторяется больше ни с кем. При этом участники выбирают сторону и имеют возможность переломить ход истории.
Участники шоу переносятся в суровую Москву будущего, точнее — в фильтрационный лагерь у границы города. Их формальная цель — завоевать у местного начальства репутацию исполнительных и законопослушных граждан и получить пропуск в столицу, безопасную от мутантов и радиации, при этом в ходе действия приоритеты могут поменяться, а спектакль имеет множество концовок. Также у проекта есть и политическая подоплёка: участник неизбежно натолкнется на размышления о свободе и ответственности.
В «Опасном рейде» зрители разделяются на две команды и под предводительством сталкеров отправляются в заброшенный бункер на поиски ценного артефакта. На сайте спектакля размещено предупреждение о том, что сценарий игры не рассчитан на детей младше 12-ти лет.

### Зеркало Карлоса Сантоса
Полуторачасовой спектакль-променад от неоднократного номинанта премии «Золотая маска» Талгата Баталова по пьесе лауреата премии «Антибукер» Максима Курочкина. Каждый спектакль играется только для 12 зрителей, которых ожидает совместный ужин с вином в финале.

### Пиковая дама
Классическая опера-променад в иммерсивном формате, «Пиковая дама» погружает зрителей в мир произведений Александра Пушкина и Петра Чайковского. Действие представления разворачивается в старинной московской усадьбе Гончарова-Филипповых.
При этом несмотря на иммерсивный формат, оригинальная структура оперы сохранена: 3 действия, 7 картин и одна «Пиковая дама». В начале представления зрителям завязывают глаза и ведут в зал, где музыканты и исполнители представляют первую картину. Далее в течение всей оперы гости перемещаются из комнаты в комнату, спускаются и поднимаются по лестницам, попадая в новые декорации. Певцы не замечают посторонних и не взаимодействуют с ними, создавая тем самым ощущение, что сцены из прошлого разыгрывают не персонажи оперы, а сами гости — якобы невидимые призраки, проникшие в реальность героев.